# 뤼샤오위
뤼샤오위(吕小雨, 2000년 7월 4일 ~)는 중국의 배우이다.

## 출연작

### 드라마
- 2017년 텐센트 웹드라마 《청춘최호시》 - 샤오페이페이 역
- 2019년 망고 TV 웹드라마 《배니도세계지전: 너와 세상 끝까지》 - 루이이 역
- 2020년 망고 TV 웹드라마 《시광여니도흔첨》 - 린싱천 역
- 2020년 후난위성텔레비전 청춘진행중 《청청자금》 - 문인전 역
- 2021년 아이치이 웹드라마 《신인류남우회루전》 - 지니엔 역
- 2023년 아이치이 웹드라마 《기착어적묘 : 물고기를 탄 고양이》 - 스화화 역
- 2023년 망고 TV 웹드라마 《친애적천호대인》 - 기원보 역
- 2023년 망고 TV 웹드라마 《풍월변》 - 당천월 역